# Lauro Curletti
Lauro Ángel Curletti Valdés, (Callao, 15 de enero de 1881-Lima, 18 de octubre de 1949) médico y político peruano. Fue senador de la República de 1919 a 1930; y ministro de Fomento y Obras Públicas de 1921 a 1923, durante el Oncenio de Leguía.

## Biografía
Nació en el Callao, el 15 de enero de 1881. Hijo de José Curletti y Andrea Valdés. Estudió en el Instituto Científico cuyo director era José Granda Esquivel.
En 1891 ingresó a la Universidad Mayor de San Marcos, donde cursó Ciencias Naturales. En 1895 pasó  a la Facultad de Medicina de San Fernando. En 1896 se graduó de bachiller en Ciencias Naturales con su tesis «Extracción del amoníaco en Lima». En 1898 se graduó de doctor en la misma especialidad, con su trabajo sobre «Etnología nacional». En 1899 pasó a ejercer la docencia como catedrático adjunto de la Facultad de Ciencias de la Universidad de San Marcos. En 1900 pasó a ser catedrático principal de Química.
Viajó a París para continuar sus estudios de medicina en la Universidad de La Sorbona. Regresó al Perú en 1903, retomando su cátedra en la Universidad de San Marcos, al mismo tiempo que revalidaba su título de médico cirujano, que obtuvo en 1904.
En 1911, durante el primer gobierno de Augusto Leguía, fue nombrado Director de Salubridad Pública, siendo el segundo en asumir dicho cargo. Incursionó en la política como miembro del Partido Liberal y apoyó la campaña electoral de Guillermo Billinghurst, quien ya en el poder en 1912, lo mantuvo como Director de Salubridad Pública.
Como Director de Salubridad Pública, emprendió obras de saneamiento en la ciudad de Lima y balnearios, mejorando las condiciones higiénicas de las viviendas. Creó el servicio de Asistencia Pública de Lima, con los dispensarios antituberculoso, antivenéreo, de protección infantil y el puesto de socorro para casos de emergencia, el mismo que estuvo a cargo de Enrique León García. Desplegó también una intensa campaña de educación sanitaria entre la población, mediante charlas de divulgación y repartición de folletos. Un suceso llamativo protagonizó cuando, al declararse una epidemia de peste bubónica, dispuso que la zona afectada fuera sometida al fuego, sin reparar al daño a la propiedad particular.
En 1914, luego del derrocamiento de Billinghurst, se retiró de la política. En 1919, cuando el presidente Augusto B. Leguía dio inicio a su segundo gobierno, Curletti retornó a la actividad política y se plegó al leguiísmo, pese a ser miembro del Partido Liberal, mientras que su líder, Augusto Durand, era perseguido y deportado por el nuevo régimen. 
Fue elegido senador por el departamento de Huánuco ante la Asamblea Nacional de ese año que tuvo por objeto emitir una nueva constitución, que fue la Constitución de 1920. Luego se mantuvo como senador a lo largo del gobierno de Leguía, hasta 1930, periodo de la historia peruana que es conocido como el Oncenio.
En el Senado, presidió las comisiones de Hacienda y Presupuesto, donde defendió tenazmente el proyecto de ley de saneamiento de las principales ciudades del país. También presidió la comisión de Relaciones Exteriores, en donde presentó «La Cuestión del Sud Pacífico», referente a la cuestión de Tacna y Arica (1925).
En marzo de 1921 fue titular del recién creado Ministerio de Marina, separado de la cartera de Guerra. De agosto de 1921 a febrero de 1923 fue ministro de Fomento y Obras Públicas. En el ejercicio de esta última función viajó al departamento de La Libertad durante la huelga de los trabajadores agroindustriales de los valles de Chicama y Santa Catalina e hizo un informe sobre la situación laboral en dicha región, el llamado “Informe Curletti”. El 7 de diciembre de 1921 refrendó el decreto supremo que establecía la jornada de 8 horas para los trabajadores de dichos valles, así como se eliminaba el sistema de contratación de trabajadores por el sistema de enganche, entre otras mejoras laborales.
Tras la caída de Leguía se retiró de la vida pública. Falleció en 1949.

## Controversias
Alfonso W. Quiroz describe a Lauro Curletti como un personaje proclive al soborno, lo que se evidenció desde que ejerciera la Dirección de Salubridad Pública, donde puso dicha entidad estatal al servicio del presidente Billinghurst en su campaña demagógica para atraerse a las masas en contra del Congreso.
También menciona Quiroz que, durante el Oncenio de Leguía, Curletti usó su cargo de ministro de Fomento y Obras Públicas para cometer «malversaciones fragrantes» de fondos públicos. Y que fue obligado a renunciar a dicho cargo solo porque exageró sus ambiciones presidenciales, queriendo contraponerse al mismo presidente Leguía en su reelección. En general, muchos de los ministros y partidarios de Leguía estuvieron involucrados en el asunto de la corrupción pública.

## Publicaciones
Escribió una extensa «Memoria», que, en su calidad de director de Salubridad, presentó al Congreso Médico Latinoamericano realizado en Lima en 1913.